# The Intervention
The Intervention is een Amerikaanse film uit 2016, geschreven en geregisseerd door Clea DuVall. De film ging in wereldpremière op 26 januari op het Sundance Film Festival in de U.S. Dramatic Competition.

## Verhaal
Controlefreak en toekomstige bruid Annie roept haar vrienden, de meesten dertigers, bijeen in het zomerhuis van haar zusters Jessie en Ruby. Ze willen Ruby overtuigen dat de relatie met haar echtgenoot, een workaholic, onherstelbaar is kapotgegaan. Samen met haar verloofde, Jessie’s partner en de onwillige Jack met zijn 22-jarige vriendin, proberen ze in te grijpen tijdens een met drank gevuld weekend. Ze vermijden zelf om resoluut om te gaan met hun eigen ondeugden en spijt.

## Rolverdeling
| Acteur          | Personage |
| --------------- | --------- |
| Melanie Lynskey | Annie     |
| Cobie Smulders  | Ruby      |
| Alia Shawkat    |           |
| Clea DuVall     | Jessie    |
| Natasha Lyonne  |           |
| Ben Schwartz    |           |